# Bataille corse
Pour les articles homonymes, voir Bataille (homonymie).
La bataille corse se joue avec un jeu de 52 cartes traditionnel.
Il se rapproche de la bataille, mais donne la possibilité de taper le tas de cartes du centre quand deux cartes de même valeur se suivent pour récupérer toutes les cartes du tas. Ainsi, la bataille corse fait intervenir la concentration, les réflexes et la mémoire pour gagner.

## Règles du jeu
Le but du jeu est de remporter toutes les cartes.
Au début du jeu, toutes les cartes sont distribuées aux joueurs. Ces cartes sont tenues en tas, face cachée, par chaque joueur.
Le premier joueur découvre la carte au sommet de son tas (sans la regarder, en effet il faut que le jeu soit rapide) et la met au centre du tapis. Le joueur à sa gauche fait de même, et ainsi de suite. Lorsqu'une figure ou un as apparaît, le joueur suivant doit lui aussi sortir une figure ou un as. Pour cela, il a droit à un certain nombre de tentatives :  
- cinq tentatives pour un joker ;
- quatre tentatives pour un as ;
- trois pour un roi ;
- deux pour une dame ;
- et une seule pour un valet.

S'il n'y parvient pas, le joueur ayant posé la figure ou l'as ramasse le tas central et le met en bas de son paquet. S'il y parvient, le joueur suivant a droit à son tour à plusieurs tentatives pour jouer une figure ou un as. Toutefois, cette phase du jeu n'est pas toujours pratiquée, les joueurs se contentant des règles traditionnelles de la bataille qu'ils agrémentent de la phase ci-dessous.
À cette première règle s'ajoute une autre qui rend le jeu plus dynamique et surtout non déterministe : si le joueur qui découvre sa carte, pose sur le tas une carte de même valeur que la carte précédente, alors les joueurs doivent couvrir le tas central avec leur main. Le premier joueur à poser sa main sur la pile remporte les cartes dans son jeu. 
Le gagnant est le premier joueur à remporter toutes les cartes. Après qu'une figure ou un as est sorti, si le joueur qui tente de faire de même n'a plus de cartes, il sort du jeu, et c'est au joueur suivant à remplir le contrat, diminué du nombre de tentatives déjà réalisées par le premier.
Généralement, on laisse à un joueur qui a perdu la possibilité de continuer à frapper les doubles pour revenir dans la partie.

## Variantes
Comme les règles ne sont pas fixées, il existe de multiples variantes et règles.
Les règles additionnelles les plus utilisées sont :

### Pour taper sur le tas central pour le récupérer
Selon les règles utilisées, les joueurs peuvent être amenés à taper sur le tas central dans les cas suivants :
- Deux cartes de même valeur avec une seule carte intercalée (variante « Sandwich »).
- Deux cartes de même valeur avec deux cartes intercalées (variante « Big Mac » ou « Méga-sandwich »).
- Une suite de 2 cartes de valeurs consécutives.
- Un 10 ou encore un 7.
- Une suite de 2 cartes qui combinées en opération donnent le nombre 10 (exemples : 3 + 7, 2 x 5, voire 21 - 11 lorsque l'on joue avec un jeu de tarot complet).
- Une suite de plusieurs cartes dont la somme vaut 10.
- Un « sandwich » de 10 (c’est-à-dire 2 cartes dont la somme vaut 10, avec une carte quelconque intercalée).
- Une carte de même valeur que la première carte du pli (située en dessous du paquet).
- Une suite d'un 6 et d'un 9 ou d'un 9 et d'un 6.
- Etc., selon la fantaisie des joueurs.
- Le 8 de cœur (règle de loc jean)

### Punition des erreurs
Les joueurs frappant abusivement sur le tas central ou mettant une carte sur le tas central sans que ce soit leur tour sont pénalisés des manières suivantes :
- le joueur fautif doit mettre N cartes (en général deux ou trois) en dessous du tas central ;
- le joueur fautif doit donner 2 cartes à chaque joueur ;
- le joueur fautif doit poser la moitié de son paquet sous le tas central ;
- le joueur fautif doit accepter un gage donné par ses adversaires ;
- si le joueur fautif n'a pas/plus de cartes, il doit mettre sa main jusqu'à la fin du pli (ou du pli suivant, s'il a tapé après qu'une figure a été jouée) en dessous du tas de carte. Il pourra cependant taper avec son autre main le tas, et ainsi rentrer en jeu.
- Le joueur fautif laisse tout le tas au dernier joueur ayant posé la dernière carte valide

### Règles de bienséances
Dans certaines variantes de la Bataille Corse, des règles additionnelles sont adoptées afin d'améliorer la fluidité et d'accélérer le déroulement du jeu. Ces règles, bien que non standardisées, sont couramment utilisées par certains joueurs pour optimiser l'expérience de jeu. Voici quelques exemples :
- Les joueurs utilisent une main pour maintenir leur paquet de cartes et l'autre pour poser les cartes et tenter de « taper » le tas central.
- Les cartes sont posées en les dirigeant vers l'extérieur du joueur, et non vers l'intérieur, afin de faciliter la visibilité pour les autres participants.
- Après avoir posé une carte, la main du joueur est rapidement retirée du tas central pour permettre aux autres joueurs de réagir.
- Avant de tenter de « taper » le tas, la main du joueur doit revenir à son paquet de cartes.
- Le paquet de carte du joueur doit être maintenu hors de la surface de jeu, où sur le bord de la table.

Ces adaptations visent à minimiser les interférences entre les joueurs et à maximiser la rapidité des réactions, éléments clés de la Bataille Corse.

## Jouer avec un jeu de Tarot dont on a retiré les atouts
- As : 5 cartes.
- Roi : 4 cartes.
- Dame : 3 cartes.
- Cavalier : 2 cartes.
- Valet : 1 carte.
- On peut laisser l'excuse qui, lui, prend soit 6 cartes, soit aucun, donc on remporte le pli directement.